# 통가 작전
통가 작전(영어: Operation Tonga)은 제2차 세계 대전 중 오버로드 작전의 노르망디 상륙 당시 수행했던 영국 제6공수사단의 공수작전으로, 1944년 6월 5일부터 1944년 6월 7일까지 실시되었다.
소장 리처드 넬슨 게일이 이끄는 제6공수사단의 공수부대와 글라이더 부대들은 여러 임무를 맡고 있었고 캉 시가지와 가까운 상륙 지역에 강하했다. 제6공수사단의 목표는 캉 운하와 오른강에 있는 교량 2개를 점령하는 것이 있었는데, 이 교량들은 상륙 작전이 개시되면 연합군 육상 부대가 내륙으로 진격할 때 사용할 예정이었다. 캉 운하와 오른강의 다른 다리들은 독일군이 사용하지 못하도록 파괴되어야 했으며 강하 지점 인근의 마을을 점령하는 것도 제6공수사단의 임무였다. 제6공수사단은 상륙 때 연합군이 상륙할 지점(소드 해변)에 포격을 가할 수 있고 상륙 부대에 큰 피해를 입힐 수 있는 메르빌 포대를 공격하여 파괴하는 임무도 부여받았다. 메르빌 포대는 연합군이 첩보를 통해 다수의 야포가 배치된 포대라고 믿고 있었다. 이 임무를 모두 완수하면 제6공수사단은 교두보를 마련한 뒤 연합군 육상 병력이 해안에 상륙하여 그들과 연결될 때까지 해당 교두보를 확보해야 했다.
통가 작전이 개시되던 날 제6공수사단은 악화된 기상 조건과 조종사의 미숙한 실력으로 인해 사단 작전 구역에 제대로 강하할 수 없었고, 이로 인해 수많은 사상자가 발생하여 제6공수사단은 작전을 진행하는데 어려움을 겪었다. 특히 메르빌 포대를 파괴하라는 임무를 받은 제9강하대대의 경우 포대를 공격하기 전 대대의 일부 병력만 모을 수 있었고, 제9강하대대의 병력은 포대를 공격하는 동안 큰 피해를 입었다. 그러나 포대 파괴를 비롯한 제6공수사단의 임무는 이러한 악조건에도 불구하고 성공적으로 완수되었다.
제9강하대대는 포대를 공격해 포대 안의 야포를 파괴시켰다. 글라이더로 투입된 옥스포드셔 버킹엄셔 경보병연대 제2대대의 소규모 병력은 오른강과 캉 운하의 교량 2개를 기습 공격해 점령하였고 남아있는 교량을 파괴하였다. 작전 중 제6공수사단은 랑빌을 비롯한 여러 마을을 점령했으며 점령지를 중심으로 교두보를 마련하는 것도 성공했다. 제6공수사단은 해변에 연합군 부대가 상륙해 그들이 점령한 지역으로 올 때까지 독일군의 반격을 여러 차례 물리쳤다. 제6공수사단의 작전을 통해 독일군은 통신을 주고받거나 방어망을 형성하는 것에 어려움을 겪었으며 이 덕분에 해안에 상륙하는 부대는 공격을 받지 않은 채 작전을 수행할 수 있었다.

## 참고

### 참고 문헌
- Air Ministry (2013) [1945].  Carruthers, Bob, 편집. 《By Air to Battle: The Official History of the British Paratroops in World War II》. Barnsley: Pen and Sword Books. ISBN 9780117083462.
- Ambrose, Stephen E. (2003). 《Pegasus Bridge》. London: Pocket Books. ISBN 9780743450683.
- Barber, Neil (2002). 《The Day The Devils Dropped In: The 9th Parachute Battalion in Normandy》. Pen & Sword. ISBN 9781844150458.
- Brereton, Lewis H. (1946). 《The Brereton Diaries: The War in the Air in the Pacific, Middle East and Europe, 3 October 1941 – 8 May 1945》. Morrow. ISBN 9781782898757.
- Buckingham, William F. (2005). 《D-Day: The First 72 Hours》. Tempus Publishing. ISBN 9780752428420.
- Crookenden, Napier (1976). 《Dropzone Normandy》. Ian Allan. ISBN 9780711006607.
- Devlin, Gerard M. (1979). 《Paratrooper! The Saga of Parachute and Glider Combat Troops》. Robson Books. ISBN 9780312596545.
- Ellis, Lionel F.;  외. (2004) [1962]. 《Victory in the West: The Battle of Normandy》. History of the Second World War I. Naval & Military Press. ISBN 9781845740580.
- Ford, Ken (2002). 《D-Day 1944: Sword Beach & British Airborne Landings》. Campaign III. Oxford: Osprey. ISBN 9781841763668.
- Ford, Ken; Zaloga, Steven J (2009). 《Overlord the D-Day Landings》. Oxford United Kingdom: Osprey. ISBN 9781846034244.
- Fowler, Will (2010). 《Pegasus Bridge: Bénouville D-Day 1944》. Raid. Oxford: Osprey. ISBN 9781846038488.
- Gale, Richard N. (1948). 《With the 6th Airborne Division in Normandy》. Ian Allan. OCLC 4447265.
- Hand, Roger (1995). “Overlord and Operational Art”. 《Military Review》 (Fort Leavenworth, Kansas: Combined Arms Center) 75 (3): 86–92. ISSN 0026-4148.
- Harclerode, Peter (2005). 《Wings of War – Airborne Warfare 1918–1945》. Weidenfeld & Nicolson. ISBN 9780304367306.
- Moreman, Tim;  외. (2007). 《Airborne: World War II Paratroopers in Combat》. Bloomsbury: Osprey. ISBN 9781846031960.
- Nigl, Alfred J. (2007). 《Silent Wings Savage Death》. Santa Ana, CA: Graphic Publishers. ISBN 9781882824311.
- Otway, Terence B. H. (1990). 《The Second World War 1939–1945 Army – Airborne Forces》. Imperial War Museum. ISBN 9780901627575.
- Saunders, Hilary A. St. G. (1971). 《The Red Beret: The Story of The Parachute Regiment at War, 1940–1945》. London: New English Library. ISBN 9781786259257.
- Tugwell, Maurice (1971). 《Airborne to battle: a History of Airborne Warfare, 1918–1971》. London: Kimber. ISBN 9780718302627.

### 추가 문헌
- Harclerode, Peter (2002). 《Go To It! The Illustrated History of the 6th Airborne Division》. Caxton. ISBN 184067136X.
- Stacey, C. C. J. (1960). 《The Victory Campaign: The Operations in North-West Europe 1944–1945》 (PDF). Official History of the Canadian Army in the Second World War III. Ottawa: The Queen's Printer and Controller of Stationery. OCLC 58964926. 2020년 12월 21일에 원본 문서 (PDF)에서 보존된 문서. 2024년 4월 26일에 확인함.